# The Mother's Day
Pour plus de détails, voir Fiche technique et Distribution.
The Mother's Day est un court métrage lituanien écrit et réalisé par Kamilė Milašiūtė et sorti en 2017.

## Synopsis
À l'approche de la fête des mères, Nerka, 16 ans, sort comme chaque année avec ses amis pour voler des fleurs. Mais cette fois-ci, tout est différent : cela fait un an que la mère de Nerka a perdu le droit d'élever son fils et a disparu. Néanmoins, le garçon est déterminé à la retrouver. Ce voyage dévoile une vérité inattendue : la mère de Nerka semble avoir entamé une nouvelle phase de sa vie et ne souhaite plus jamais rentrer à la maison.

## Fiche technique
- Titre international : The Mother’s Day
- Titre original : Motinos diena
- Réalisation : Kamilė Milašiūtė
- Scénario : Teklė Kavtaradzė, Kamilė Milašiūtė
- Photographie : Narvydas Naujalis
- Costumes : Fausta Naujale
- Décors : Sigita Simkunaite
- Production : Marija Razgutė, Marija Fridinovaite
- Sociétés de production : M-FILMS
- Pays de production : Lituanie
- Langue originale : lituanien
- Format : couleur
- Genre : drame
- Durée : 13 minutes

## Distribution
- Asta Bieliauskaite : Asta
- Jolanta Dapkunaite : Jolanta
- Eldaras Gasymov : Kostas
- Dziugas Jurkenas : Edgaras
- Arunas Sakalauskas : Arvydas
- Rokas Tarulis : Nerka
- Sarunas Zenkevicius : Arnas
- Gabija Jaraminaite : Mother of Nerka

## Production
Ce court-métrage est la deuxième réalisation de Kamilė Milašiūtė après After Rave (2014), tous deux récompensés au Festival international du film de Vilnius (Kino pavasaris). Ce projet est choisi pour être dans la programmation de la projection de courts métrages dans le Hall de l'aéroport de Vilnius.

## Nominations et distinctions
- Sélection pour la compétition Court-métrage (Short Corner) du Festival de Cannes 2017[3].
- Prix du meilleur court-métrage pour Kamilė Milašiūtė et Prix du meilleur accomplissement professionnel pour la productrice Marija Razgutė aux Prix national Lituanien du cinéma Silver Crane 2017[4].
- Sélection au Festival international du film de Vilnius 2017.
- Sélection au Festival International du court métrage de Clermont-Ferrand 2018[5],[6].